# سواران (فیلم ۱۹۳۳)
سواران (انگلیسی: Cavalcade) فیلمی در ژانر درام به کارگردانی فرانک لوید است که در سال ۱۹۳۳ منتشر شد.

## بازیگران
- دیانا وینارد
- اونا اوکانر
- گوشنیت مرسر
- مارگارت لیندزی
- بونیتا گرانویل
- بتی گریبل
- لایونل بلمور
- هربرت ماندین
- جان واربرتون
- ویل استنتون
- سی. مانتگیو شا
- دیوید تورنس
- کلاد کینگ
- وینتر هال

## جوایز
- برنده جایزه اسکار بهترین فیلم
- جایزه اسکار بهترین کارگردانی
- برنده اسکار بهترین کارگردانی هنری
- نامزد جایزه اسکار بهترین بازیگر نقش اول زن